# Rombeporfyr
Rombeporfyr er en porfyrisk, magmatisk bjergart, der udelukkende findes i Oslofeltet i Norge, i Øst-Afrika og på Antarktis. Rombeporfyr blev fundet første gang på Tjuvholmen i 1806. Den er en blanding af dagbjergart og gangbjergart, den klassificeres oftest blandt sidstnævnte. Rombeporfyr har et intermediært SiO2-indhold, og tilhører de kvartsfattige magmatiske bjergarter. I et QAPF-diagram ligger rombeporfyrer oveni trakyt, der er en dagbjergart - og oveni syenit, der er en dybbjergart.
I Oslofeltet forekommer rombeporfyr i to-tre større områder: Krokskogen, nordre Vestfold, vestre Bærum ved Kolsåstoppen og antagelig Harestua. Bjergarten er også tydelig i Ekebergskrenten i grundfjeldet mod syd fra Valhallveien i og forbi Gjersjøen. Krokskogen er det klassiske rombeporfyrområde med beskrivelser af en betydelig serie lavastrømme. Vestfold har det største areal og den mest komplekse lagserie, med en tykkelse på mere end 3.500 m. Der findes også et stort antal typer af denne bjergart.
I Piper-trakterne, øst for Harestua på Hadeland, er der muligvis forekomster af rombeporfyr.

## Egenskaber
Rombeporfyr-lavaerne er domineret af lyse, ofte rombe-formede, over 5 mm store strøkorn (krystaller) af plagioklas som er omgivet af en finkornet, oftest mørkerød matrix (grundmasse). Oftest er der små korn af biotit i. Krystallerne er normalt vokset, mens magmaet stadig var nede i magmakammeret dybt under overfladen. Matrixen lynafkølede, da magmaen kom op på overfladen som en lavastrøm fra sprækker, der kan være over 100 km lange. Hvis magmaen havde størknet i dybet, ville den blive til larvikit. Ved høje temperaturer kan feldspaterne plagioklas og kalifeldspat danne fælles krystaller, men efter størkningen afblandes mineralerne ved diffusion.
Det er påfaldende at hver af lavastrøm-grupperne (kaldet RP1 (rhomb porphyry), RP2, osv.) har feldspatkrystaller med karakteristisk form, størrelse og massefylde. Det tyder på at hver af strømgrupperne kommer fra forskellige magmakamre i undergrunden.
Rombeporfyren blev dannet i forbindelse med riftdannelse for 290–280 millioner år siden. Bjergarten findes kun fem andre steder i verden udenfor Oslofeltet: nordlige Bohuslän, Kolahalvøen, Egypten, Kilimanjaro i Tanzania, og på Mount Erebus ved Rosshavet på Sydpolen. Alle andre steder er den blevet transporteret til med isen, f.eks findes rombeporfyr som ledeblokke på danske strande.